# Сказки дедушки Мокея
«Сказки дедушки Мокея» (позже — «В гостях у дедушки Мокея») — ежевечерняя программа для детей на телеканале «100ТВ» (Санкт-Петербург). Существовала в эфире с 2003 по 2009 год. Один из самых долговечных и рейтинговых проектов этого телеканала.

## История
Основана в 2003 году, сразу после начала работы «100ТВ».
«Сказки дедушки Мокея» — передача для детей разных возрастов, которую с удовольствием смотрели и взрослые. Автор и бессменный ведущий программы — петербургский детский писатель, актёр и композитор Михаил Мокиенко, более известный детям как дедушка Мокей. Вести передачу ему помогали персонажи русских народных сказок — три бабы-Яги (Старшая, Средняя и Младшая), Кощей Бессмертный, Василиса Премудрая, Иван-дурак, роли которых исполняли профессиональные драматические актёры. В весёлой театрализованной манере ведущие рассказывали детям о важных вещах, о традициях и ремёслах, разыгрывали поучительные интермедии, объявляли конкурсы, читали письма ребят, присланные в адрес передачи, совершали прогулки по городу и увлекательные путешествия (например, на студию «Союзмультфильм», или на «Фестиваль Русской сказки» в Суздале). Нередко к дедушке Мокею приходили гости, среди которых были Юрий Энтин, Владимир Шаинский, Григорий Гладков, Эдуард Успенский, Семен Альтов, «Лицедеи» и многие другие. По праздничным дням передача шла в прямом эфире, и тогда маленькие телезрители с удовольствием общались с героями программы по телефону. В конце каждой передачи демонстрировался мультипликационный фильм.
За время существования передачи творческая группа сменила нескольких режиссёров, операторов и художников. Мокиенко не только вёл большинство программ, но и всё это время сам писал сценарии всех передач. Лишь летом 2007 года он пригласил в программу ещё одного автора — петербургского поэта и музыканта Константина Арбенина. С этого времени часть сценариев писал Мокиенко, а часть — Арбенин. Арбенин также принял участие в нескольких выпусках как гость в студии.
В январе 2008 года концепция программы изменилась, место сказочных персонажей заняли «дедушкины внучки» Алёнка и Настенька. В связи с этим изменилось название — «В гостях у дедушки Мокея». В таком формате передача просуществовала чуть больше года. 13 февраля 2009 года программа была закрыта решением руководства «100ТВ».

## Актёры и роли
- Дедушка Мокей — Михаил Мокиенко
- Старшая баба-Яга — Игорь Лепихин
- Средняя баба-Яга — Виктор Мелехов
- Младшая баба-Яга — Виктор Хозяинов
- Кощей Бессмертный — Алексей Симонов

## Творческая группа
Художественный руководитель, композитор:
- Михаил Мокиенко

Авторы сценариев:
- 2003—2009 — Михаил Мокиенко
- 2007—2009 — Константин Арбенин

Режиссёры:
- 2003 — Алексей Праздников
- 2004—2007 — Алла Чикичёва
- 2007—2009 — Валерий Обогрелов

Операторы-постановщики:
- 2003 — Александр Дегтярёв
- 2004 — Сергей Славнитский
- 2004—2009 — Дмитрий Фролов

Художники — постановщики:
- 2003 — Полина Федосова
- 2004—2007 — Евгений Драбкин
- 2007—2009 — Светлана Бурякова

Анимационная заставка:
- 2003—2007 — Анна Кудрявцева и Александра Уварова
- 2008 — Тимофей Мокиенко

## Песня-заставка
«Топ, топ — топает малыш…»
- Музыка: Станислав Пожлаков
- Стихи: Алексей Ольгин
- Аранжировка: Михаил Мокиенко

## Технические детали
- Продолжительность: от 15 до 20 минут
- Время выхода в эфир: будние дни, вечер
- Метод записи: цифровая видеосъёмка
- Цветность: цветная